# Vilarinho de Aires
Vilarinho de Aires (oficialmente Villarino de los Aires em espanhol) é um município raiano da Espanha na província de Salamanca, comunidade autónoma de Castela e Leão, de área 102,90 km², com população de 1091 habitantes (2004) e densidade populacional de 10,60 hab/km².

## Demografia
| Variação demográfica do município entre 1991 e 2004 | Variação demográfica do município entre 1991 e 2004 | Variação demográfica do município entre 1991 e 2004 | Variação demográfica do município entre 1991 e 2004 |
| --------------------------------------------------- | --------------------------------------------------- | --------------------------------------------------- | --------------------------------------------------- |
| 1991                                                | 1996                                                | 2001                                                | 2004                                                |
| 1306                                                | 1171                                                | 1081                                                | 1091                                                |